# Kremeni Do
Kremeni Do (cyr. Кремени До) – wieś w Bośni i Hercegowinie, w Republice Serbskiej, w mieście Trebinje. W 2013 roku liczyła 12 mieszkańców.